# Öhler
Öhler är ett berg i Österrike.   Det ligger i distriktet Neunkirchen och förbundslandet Niederösterreich, i den östra delen av landet, 60 km sydväst om huvudstaden Wien. Toppen på Öhler är 878 meter över havet. Öhler ingår i Schneeberg.
Terrängen runt Öhler är kuperad åt nordost, men åt sydväst är den bergig. Närmaste större samhälle är Ternitz, 16,0 km sydost om Öhler. 
I omgivningarna runt Öhler växer i huvudsak blandskog. Runt Öhler är det ganska tätbefolkat, med 75 invånare per kvadratkilometer.